# Zauditu da Etiópia
Zauditu (Zaoditu, Zewditu ou Zawditu) (29 de abril de 1876 — 2 de abril de 1930) foi Imperatriz da Etiópia de 27 de setembro de 1916 a 1 de março de 1930, tendo sido a primeira mulher a reinar sobre aquele país, em tempos modernos.

## Contexto histórico
Vivia a Etiópia, durante o século XIX, um período de confronto entre os senhores feudais (denominados de “ras”) . O poder central, enfraquecido desde o século XVIII, jazia quase esquecido. As quatro maiores regiões da nação – Tigré, Amhara, Godjam e Choa, lutavam entre si pelo domínio. Ao lado disso, uma disputa religiosa entre os cristãos coptas e o avanço dos fiéis muçulmanos, servia para ainda mais dividir o país.
Quando restavam apenas dois rivais, no final do século XIX – o Tigré e Choa, surgiu um aventureiro que, dizendo-se descendente da Rainha de Sabá, e chamado Kassa, desposou a filha do ras de Gondar, governando, em 1854, este território e Godjam.
Kassa, então, assumiu o nome de Teodoros (ou Tewodros), e depôs o último dos imperadores – Joanes III – assumindo o título de “Negus Negasti” – ou seja, “Rei dos Reis”. A ele se opuseram várias regiões, chefiadas pelo rei do Tigré.
Transferiu a capital para Magdala e, tendo obtido apoio dos franceses, então sob o reinado de Napoleão III, enfrentou a Inglaterra que, mandando uma expedição chefiada por Sir Robert Napier, conseguiu libertar o imperador deposto e provocou o suicídio de Teodoros.
A guerra civil continuou, saindo vitorioso o Ras do Tigré, que tornou-se Negus Negasti e assumiu (1872) com o nome de João IV. Este, ao contrário do usurpador Kassa, tinha sangue nobre, além de ser esclarecido.
Joanes enfrenta dificuldades externas, com as pretensões européias, sobretudo italianas, e internas, como revoltas e a oposição do Ras de Choa, Menelique, que apoiava os italianos, tendo assinado o “Tratado de Ucciali” com estes, em 1889. Em uma batalha na fronteira oriental, morre o Negus – e Menelique, com escopo ítalo-francês, torna-se o novo Negus.

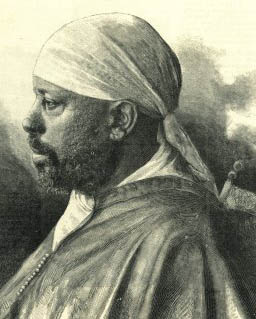
Menelique II, pai de Zauditu

Menelique sofre infarto, em 1906, seguido de derrames que lhe paralisam os movimentos e impossibilitam a fala. Indicara, antes, como seu sucessor, o seu neto Lidj-Yassu (ou Lij Iyasu – sendo Lij um título para príncipe). Este, porém, declara-se muçulmano – o que leva o Conselho de Ministros (os “Rases”) a encontrar na filha de Menelique, Zauditu, uma sucessora capaz de frear o avanço dos maometanos. O abuna, líder religioso copta, excomungou o jovem herdeiro, que foge.

## Biografia
Zauditu era filha de Menelique com "Woizero" Abechu de Wallo, um casamento anterior ao com a Imperatriz Taitu, e foi criada como uma princesa embora, pelo tradicional sistema sucessório, jamais cogitasse ascender ao trono.
Em 1882 casou-se com um descendente de Joanes IV, o príncipe Gugsa.
Em 1907, com a deposição de Yassu, é coroada Imperatriz – a primeira da História etíope moderna. Como regente, foi nomeado Ras Tafari Makonnen.
Zauditu era diabética. Nos dois últimos anos de sua vida, a Imperatriz ficara cada vez mais reclusa e misantropa, tornando-se extremamente mística.

## Reinado
Durante seu império o país esteve dividido em três partidos principais, que na Corte em Adis Abeba (a “Nova Flor”, em amárico – fundada por Menelique) disputavam o poder: a aristocracia, chefiada pelo Ministro da Guerra, eminentemente conservador e com prestígio militar; os partidários do regente Ras Tafari, progressista, aberto aos estrangeiros e, finalmente, os partidários da própria Imperatriz que, neste jogo de poder, procurou manter o equilíbrio – e evitar a volta do sobrinho deposto – que em 1921 foi preso no Tigré.
Com o advento da I Guerra Mundial, Ras Tafari consegue inserir a Etiópia no cenário internacional. Com apoio de França e Portugal, consegue que o país faça-se representar na Liga das Nações, apesar da oposição de Inglaterra, Noruega e Austrália.
Sob a intercessão do Ras, Zauditu aboliu a escravidão em 1924. O exército foi modernizado, mas a administração nas zonas mais interiores continuava primitiva, de tal forma que a lei extinguindo os cativos não era ali respeitada.
O país enfrentou as pretensões italianas em seu território, avidamente disputado por este país.
Em 31 de março de 1930, durante lutas intestinas, seu esposo Gugsa morre, numa tentativa de depor o regente. Abalada, já com a saúde fragilizada pelo diabetes, Zauditu tem um colapso nervoso e físico, morrendo pouco tempo depois. Não deixou herdeiros, sendo sucedida pelo Negus Haile Selassie, o Ras Tafari.